# Amaro (zona)
Amaro è una delle zone amministrative in cui è suddivisa la Regione delle Nazioni, Nazionalità e Popoli del Sud in Etiopia.

## Woreda
La zona è composta da 1 woreda:
1. Amaro